# Стояновка
Стояновка (на молдовски: Stoianovca) е село, разположено в Кантемирски район, Молдова. Мнозинството от населението на селото е съставено от етнически българи.

## География
Стояновка се намира на левия бряг на река Прут, южно от Кантемир, на пътя и жп линията Кантемир-Кагул.
Селото се дели на Горен край (Ново село), Долен край (Долна махала, Старо село), Център (между Ново и Старо село) и Малая земля (най-новият район).

## История
Село Стояновка е основано през 1902 година от бесарабски българи, преселили се от селата Кортен, Валя Пержей и Чадър Лунга. Към 1900 година преселниците закупуват земя от земевладелеца Стоянов в местността Силиманул. От Кортен се заселват фамилиите Тануркови, Яламови, Новакови, Рибакови, от Валя Пержей – Рунтови, Желеви, Петрови, Богданови, Кинови, Миткови, Пителови, Тодорови, Чавдарови, Пулеви, а от Чадър Лунга – Дан, Кеоса и Орманжи.